# Umberto Castiglioni
Umberto Castiglioni – włoski kierowca wyścigowy, inżynier i dziennikarz.

## Kariera
W swojej karierze wyścigowej Castiglioni poświęcił się startom w wyścigach samochodów sportowych. W 1952 roku Włoch odniósł zwycięstwo w klasie S 2.0 24-godzinnego wyścigu Le Mans, a w klasyfikacji generalnej był szósty.